# Reer Nuur
Reer Nuur oder Nuur Yoonis (Somali Reer Nuur) ist ein Clan im Norden Somalias. Es ist eine Untergruppe des Makahiil-Sub-Clans der Clan-Familie Gadabuursi.

## Verwandtschaft
Reer Nuur ist einer der größten Sub-Clans der CLan-Familie Gadabuursi. Im laufe der Geschichte besetzten die Clanmitglieder die Pufferzonen zwischen den Gadabuursi und den Isaaq-Stämmen. Wenn sich der Clan in der Vergangenheit zu politischen Angelegenheiten traf, wurden die Reer Nour als ein separater Zweig gezählt, gleichberechtigt mit den Untergruppen Habar Afan, Mahad ‘Ase, Aadan Yonis und Jibril Yonis.

## Verbreitung
Reer Nour leben in drei Ländern: Dschibuti, Äthiopien und Somaliland.
Innerhalb von Somaliland leben die Reer Nuur in der Provinz Awdal und teilen sich den Distrikt Baki (Degmada Baki) mit den Reer Mohammed (Mahad ‘Ase) und Habar Afan, obwohl der Distrikt Dilla (Degmada Dilla) von ihnen dominiert wird. Es gibt auch Reer Nuur im Bezirk Boorama.
In der Provinz Maroodi Jeex leben sie im Distrikt Gabiley, in Städten wie Tog Wajaale, El Bardale, und Gabiley. Im Hargeisa District (Degmada Hargeysa) leben sie in Hargeisa, in den Stadtvierteln Stadium und State Park.
In Dschibuti leben Reer Nuur in Quarter 4 und 5 von Dschibuti (Stadt).
In Äthiopien leben Reer Nuur in der Somali Region, spezifell im Distrikt Awbare, der am dichtesten besiedelten Region der Jijiga-Zone. Die Reer Nuur trieben ihre Herden früher bis Jijiga und stellen die Mehrheit der Einwohner der Stadt Awbare.

## Geschichte
Als Mitglied des Dir-Clans gehörten die Reer Nour zum Makahiil-Zweig der Gadabuursi. Als Mitglied des Dir-Clans waren die Reer Nour Teil des Sultanats Ifat und des Adal-Sultanats. Diese Sultanate wurden von der Walashma-Dynastie regiert, deren Gründer der berühmte Yusuf bin Ahmad al-Kawneyn war.
Die Reer Nuur bewohnen auch einige der ältesten Städte dieser Sultanate, die Städte Amud (Camuud, عمود‎) und Awbare. Diese sind auch als wichtige historische Stätten und Heimat vieler somalischer Heiliger bekannt.
In der Kolonialzeit waren die Reer Nuur entschiedene Gegner der Kolonisierung und weigerten sich (zusammen mit anderen Gadabuursi), sich den Briten im Kampf gegen die Derwischbewegung (Dhaqdhaqaaqa Daraawiish) anzuschließen.
Der Musik- und Gedichtstil Balwo wurde von einem Mitglied der Reer Nuur, Abdi Sinimo, erfunden. Sein neuer Musikstil führte zur Entwicklung des Heello zur Entwicklung der eigenständigen modernen Somalischen Musik.

## Clan-Stammbaum
- Gadabuursi[3][29]
- Habar Makadur (Makadoor)
  - Makahil
    - Mussee
      - Yuunes (Reer Yoonis)
        - Nuur Yoonis (Reer Nuur)

Subdivisionen der Noor Yoonis:
- Noor Yoonis (Reer Nuur)[30]
  - Reer Mahmuud
    - Abdi Mahamuud
      - Xuseen
        - Xaad (Buul-xun)
        - Shirdoon
        - Gabbal
          - Koohi (Bafaad)
          - Samatar (Bafaad)
            - Bahdoon Samatar

          - Ali
          - Raage
          - Xergeeye
          - Khayre (bah-caso)
          - Bahdoon (bah-caso)
          - Samatar-yare (bah-caso)
          - Dhaabur (bah-caso)

      - Cismaan (Reer – Cismaan)

    - Halas Mahmuud
      - Cumar Halas
        - Husien Omar
        - Farah Omar
        - Afi Omar
        - Gelleh Omar
        - Roble Omar

      - Guled Halas
        - Samatar Guled
        - Xildiid Guled(Xareed-Qoobbuur)
        - Dhidar Guled

      - Muse Halas
      - Hiraab Halas
      - Cali Halas

    - Hassan Mahmuud (Nimidoor)
    - Hufane Mahmuud (Nimidoor)
    - Roble Mahmuud (Ba-Jibra’en)
    - Mohamed Mahmuud (Ba-Jibra’en)

  - Reer Farah
    - Ibrahim Farah
      - Guled Ibraahim
        - Amare Guled
          - Xergeeye Amare
          - Faarah Amare

        - Shirwac Guled
          - Gaboobe Shirwac
          - Xirsi Shirwac
          - Samatar Shirwac
          - Geedi Shirwac
          - Geeldoon Shirwac

        - Abrar Guled
        - Rooble Guled

      - Gaade Ibraahim
        - Meecaad Gaade
        - Loodoon Gaade
        - Bahdoon Gaade

      - Bare Ibraahim
        - Gabdoon Bare
          - Meecaad Gabdoon (Gurey)
          - sareeye Gabdoon
          - Samatar Gabdoon (Qabile)
          - Magan Gabdoon
            - Waadhawr Magan (Reer wadheer)
            - Abdillahi Magan
            - Bahdoon Magan

      - Samakaab Ibraahim
      - Rooble Ibraahim
        - Samatar Rooble

      - Dadar Ibraahim
      - Salah Ibraahim (Dadar)

    - Geedi Farah also known as (Gabarmadow)
      - Wayteen Geedi
      - Cali Geedi
      - Mahamed Geedi
      - Dabeer Geedi
      - Hiraab Geedi

    - Reer Ali Abdi